# Pedro Bravo del Ribero y Correa
Pedro Bravo del Ribero y Correa Padilla (Lima, 4 de febrero de 1701-10 de junio de 1786) fue un magistrado criollo y funcionario colonial en el Virreinato del Perú.

## Biografía
Fueron sus padres los criollos Juan Bravo del Ribero y Cabrera y María Antonia de Correa Acosta y Padilla. Su hermano mayor fue el obispo Juan Bravo del Ribero y Correa. Inició sus estudios en el Colegio Real de San Martín (1711), los continuó en el Colegio Real de San Felipe y San Marcos (1719), de donde llegó a ser protector y optó al grado de Doctor en Leyes en la Universidad de San Marcos, recibiéndose de abogado ante la Real Audiencia.
Nombrado oidor de la Real Audiencia de Lima (1733), asumió el cargo tres años después, y como tal fue consejero del virrey Conde de Superunda. Obtuvo su jubilación con medio sueldo (1763), pero después fue reincorporado al servicio (1776). Por esos años, fue asesor del Tribunal de la Santa Cruzada, y cuando vino finalmente su jubilación, se le otorgaron todos los privilegios de que disfrutaba (1778). Se le distinguió además con el título de consejero honorario del Consejo de Indias.

## Matrimonio y descendencia
Se casó en Lima, el 15 de octubre de 1738, con Petronila de Zavala y Vázquez de Velasco, hija del contador José de Zavala y Esquivel, de cuya unión tuvo la siguiente descendencia:
1. José Mariano Bravo del Ribero, casado con María Modesta Pérez de Arredondo, con sucesión.
2. Andrés Bravo del Ribero, sacerdote en Ica y Lima.
3. Petronila Bravo del Ribero, casada con Manuel Antonio Jiménez de Lobatón y Costilla, II marqués de Rocafuerte, sin sucesión.
4. Pedro Tadeo Bravo del Ribero, sacerdote en el Cuzco.
5. Isabel Teresa Bravo del Ribero, casada con el Conde de Montesclaros de Sapán y luego con Miguel Bandín Salgado.
6. Ana Micaela Bravo del Ribero, casada con Pedro Nolasco de Zavala y Pardo de Figueroa, V marqués de San Lorenzo del Valleumbroso, con sucesión.
7. Tadeo José Bravo del Ribero, soltero.
8. Diego Miguel Bravo del Ribero, I marqués de Castel Bravo del Ribero, casado con María Josefa de Aliaga y Borda, III marquesa de Fuente Hermosa de Miranda, con sucesión.